# 姜埰
姜埰（1607年—1673年），字如农，号卿墅，門人私谥贞毅。山东莱阳人。明末政治人物。

## 生平
生于万历三十五年丁未（1607），明崇禎三年舉人，四年（1631年）进士，初授密雲知縣，改知仪真县，有政绩，後迁禮部儀制司主事，選授禮科給事中，以直言著称，聲績頗佳，與龚鼎孳交善。崇禎十五年（1642年）閏十一月，因屡犯天顏，陷鎮撫司獄，廷杖幾死，又系刑部獄。崇禎十六年二月出獄，遣戍宣州衛，将赴戍所而都城陷。後著僧装，流寓蘇州，“甲申以後始為詩”，购得“醉颖堂”（现苏州艺圃前身），重予修葺後，更名“頤圃”，又名“敬亭山房”，自號“敬亭山人”、“宣州老兵”，以示不忘故主之心，康熙十二年（1673年）卒，年六十七。嘱二子安节、实节舁葬于宣州敬亭山下。著有《敬亭集》十一卷。《明史》有傳。

## 家族
姜泻里（1583年-1643年）之子，姜垓之兄長。